# Axel F
„Axel F“ је инструментална тема Харолда Фалтермејера из филма Полицајац са Беверли Хилса (1984). Наслов теме долази из имена главног лика у филму, Аксела Фолија (игра га Еди Марфи). Поред филма Полицајац са Беверли Хилса, инструментал се такође налази на албуму  Harold F као бонус нумера.
Фалтермејер је снимио нумеру користећи пет инструмената: Roland Jupiter-8, Moog modular synthesizer, Roland JX-3P, Yamaha DX7 и LinnDrum. Ова верзија је достигла 2 место у Великој Британији на UK Singles Chart, а број 3 на U.S Billboard Hot 100 у САД. 
Нумера се појављује у бројним серијама као што су: Пријатељи, Симпсонови (у измењеној верзији) и Породични човек (као Брајаново звоно мобилног телефона).

## Песме
12" макси
1. "Axel F (M & M Mix) – 7:00
2. "Axel F (Extended Version) – 7:09
3. "Shoot Out" – 2:44

12" макси
1. "Axel F (Extended Version) – 7:09
2. "Shoot Out" – 2:44

7" сингл
1. "Axel F" – 3:00
2. "Shoot Out" – 2:44

## Позиција на листама
| Chart (1985)                      | Позиција |
| --------------------------------- | -------- |
| U.S Billboard Hot 100             | 3        |
| U.S Billboard Hot Dance Club/Play | 7        |
| Australian Singles Chart          | 1        |
| Austrian Singles Chart            | 2        |
| Belgian (Flanders) Singles Chart  | 1        |
| Belgian (Wallonia) Singles Chart  | 1        |
| Danish Singles Chart              | 1        |
| Dutch Singles Chart               | 3        |
| Finnish Singles Chart             | 2        |
| French Singles Chart              | 1        |
| French Download Singles Chart     | 1        |
| German Singles Chart              | 3        |
| Irish Singles Chart               | 1        |
| Italian Singles Chart             | 3        |
| New Zealander Singles Chart       | 1        |
| Norwegian Singles Chart           | 1        |
| Sweden Singles Chart              | 1        |
| Swiss Singles Chart               | 1        |
| UK Singles Chart                  | 2        |